# Saint Peter (parish i Dominica)
Saint Peter är en parish i Dominica. Den ligger i den västra delen av landet, 25 km norr om huvudstaden Roseau. Antalet invånare är 1 604. Arean är 33 kvadratkilometer. Saint Peter ligger på ön Dominica.
Terrängen i Saint Peter är lite bergig.
Följande samhällen finns i Saint Peter:
- Colihaut
- Dublanc